# 카이 세츠나
카이 세츠나(甲斐 刹那)는 《데블파이터》의 주인공이다. 한국판 이름은 이혜성. 성우는 모리쿠보 쇼타로, 이영주.

## 프로필
주인공. 데빌 칠드런 중 한 명. 파트너는 쿨. 소지품은 「데비라이저」로, 거기에서 중마를 소환해 함께 싸운다. 정의감이 강하고, 뜨거워지면 힘차게 달려 주위가 안보이게 되는 것이 많다. 그러나, 만일의 경우는 재치를 살려 미라이들을 끌어들여 가는 면도 있다. 쿨과는 자주 싸움을 하고 있지만, 강적과의 싸움에서는 협력해 힘을 합한다.